# Poeppel Corner

Lage und ursprüngliche Benennung der Ecken

Die Poeppel Corner in der Karte der australischen Sommerzeitzonen

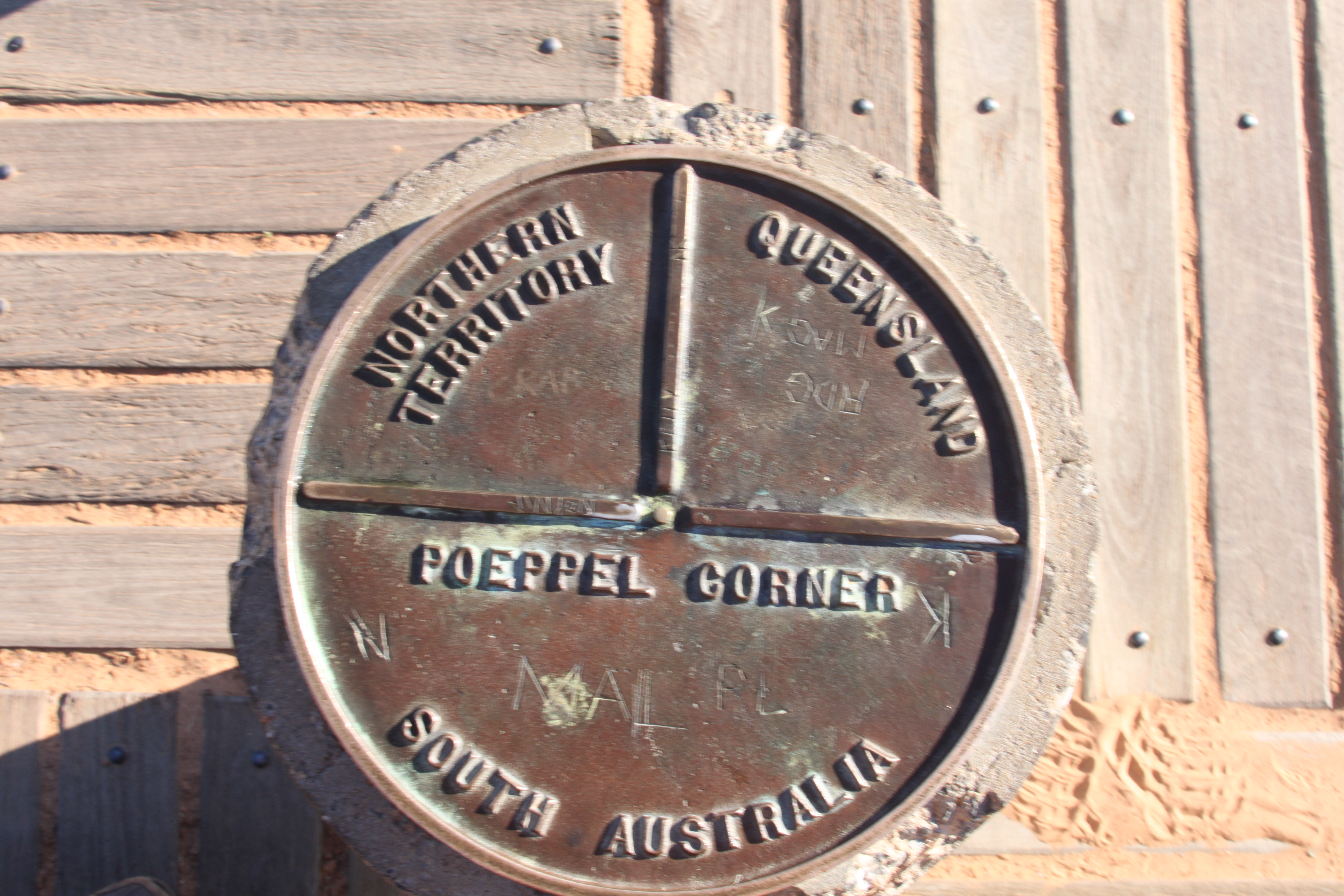
Grenzstein Poeppel Corner

Die Poeppel Corner (in Queensland auch:  Poeppel’s Corner) ist ein Punkt im australischen Outback, an dem die Grenzen der Bundesstaaten Queensland und South Australia, sowie des Northern Territory, aufeinandertreffen, ein Dreiländereck in Bezug auf die Bundesstaaten Australiens. Wie die anderen drei Dreiländerecke Australiens ist auch dieser Punkt nur mit allradgetriebenen Fahrzeugen erreichbar.
Augustus Poeppel, nachdem dieser Punkt benannt ist, führte in den 1880er-Jahren Vermessungen durch, um den genauen Verlauf der Staatsgrenzen im Inneren Australiens zu finden. Seine Expeditionsgruppe zog einen Pfosten aus Eucalyptus coolabah mit Kamelen zu diesem Punkt und stellte ihn auf. Ursprünglich lag der Punkt in einem Salzsee, aber später stellte man fest, dass die verwendete Messkette ein paar Zentimeter zu lang war. Eine weitere Vermessung, die Lawrence Wells durchführte, ergab den heutigen Punkt als richtige Stelle.
An der Poeppel Corner gibt es – ebenso wie an der Cameron Corner und der Surveyor Generals Corner – dreimal hintereinander den Jahreswechsel, weil dort drei Zeitzonen zusammenstoßen.